# Swans Commentary
Swans Commentary è una rivista online politica e letteraria statunitense, creata nel 1996; co-fondatori sono Jan Baughman e il saggista e commentatore politico Gilles d'Aymery, che è anche l'editore.

## Attività
Rivista nonviolenta e pacifista, affronta temi politici su una linea editoriale progressista, e condanna la commercializzazione del Web. L'interesse per i fondamenti della politica è prevalentemente presente negli articoli di natura geopolitico-mondiale, soprattutto sui Balcani, Iraq e Palestina.
Su Swans scrivono autori come il critico Charles Marowitz (collaboratore di Peter Brook), e vari significativi contributori (regolari od occasionali): Art Shay, Alison Phipps (dell'Università di Glasgow), il filosofo Michael Neumann, Fabio De Propris, Guido Monte e il saggista Michael Parenti. Swans pubblica mensilmente anche articoli in francese, Le coin français, della traduttrice Marie Rennard, insieme a Jean-Claude Seine.